# Raxifabia rara
Raxifabia rara är en mossdjursart som beskrevs av Gordon 1993. Raxifabia rara ingår i släktet Raxifabia och familjen Bifaxariidae. Inga underarter finns listade i Catalogue of Life.